# Preston Wilson
Preston James Richard Wilson (né le 19 juillet 1974 à Bamberg, Caroline du Sud, États-Unis) est un ancien joueur de champ extérieur au baseball.
Il évolue dans la Ligue majeure de baseball de 1998 à 2007, frappant 189 circuits en 10 saisons. Membre du club 30-30 en 2000 avec les Marlins de Miami, Wilson compile 121 points produits pour établir un record d'équipe qui tient jusqu'en 2017. Il mène la Ligue nationale avec 141 points produits en 2003 pour les Rockies du Colorado, honorant la même année sa seule invitation au match des étoiles. Il fait partie de l'équipe des Cardinals de Saint-Louis championne de la Série mondiale 2006.
Preston Wilson est un neveu et le beau-fils de l'ancien joueur de baseball Mookie Wilson.

## Carrière de joueur

### Mets de New York
Preston Wilson est le 9e athlète sélectionné lors du repêchage amateur de 1992 et est le choix de première ronde des Mets de New York. Le jeune homme, qui a alors comme agent son oncle et ancien joueur Mookie Wilson, renonce à rejoindre l'université Clemson pour signer son premier contrat professionnel. Il fait ses débuts dans le baseball majeur avec les Mets le 7 mai 1998 mais après seulement 8 matchs joués est échangé aux Marlins de la Floride. 

### Marlins de la Floride
Le 22 mai 1998, les Marlins de la Floride échangent le receveur étoile Mike Piazza, qu'ils avaient acquis 8 jours plus tôt, aux Mets de New York contre Wilson, le lanceur gaucher Ed Yarnall et un autre lanceur gaucher, Geoff Goetz, qui ne sortira jamais des ligues mineures.
Wilson joue sa première saison complète dans les majeures en 1999 avec les Marlins et termine deuxième du vote désignant la recrue de l'année de la Ligue nationale derrière Scott Williamson des Reds de Cincinnati après une saison de 26 coups de circuit et 71 points produits, au cours de laquelle il maintient une moyenne au bâton de ,280.
Wilson fait sa marque comme bon frappeur de coups de circuit qui est souvent retiré au bâton. En effet, en 2000, il mène les majeures avec 187 retrait sur des prises, passant bien près du record de 189 alors détenu par Bobby Bonds depuis 1969. En 2017, ces 187 retraits sur des prises en une année représentent toujours le plus haut total en une saison pour un joueur des Marlins.
En 2000, Wilson entre dans le club 30-30 avec 31 circuits et un record en carrière de 36 buts volés. Il établit aussi un record d'équipe des Marlins avec 121 points produits, marque qui est battue en 2017 par Giancarlo Stanton. 
Wilson enchaîne deux saisons de 23 circuits pour les Marlins en 2001 et 2002, produisant 71 et 65 points, respectivement.

### Rockies du Colorado
Le 16 novembre 2002, Preston Wilson est avec le receveur Charles Johnson, le joueur d'utilité Pablo Ozuna et le lanceur gaucher Vic Darensbourg échangé des Marlins de la Floride aux Rockies du Colorado pour le lanceur gaucher Mike Hampton et le voltigeur Juan Pierre.
Aidé par le spacieux Coors Field, domicile des Rockies situé en altitude, Wilson réalise en 2003 son record de circuits en une saison avec 36. Son nouveau record personnel de 141 points produits est aussi le plus haut total cette année-là par un joueur de la Ligue nationale et le second plus haut total des majeures après les 145 de Carlos Delgado pour Blue Jays de Toronto.
En 2003, Wilson reçoit sa seule sélection en carrière pour le match des étoiles et est pour la seule fois considéré au titre du joueur par excellence de la saison, prenant le 16e rang du vote de fin d'année qui détermine le gagnant.
En 2004, il cogne 25 circuits et produit 90 points pour Colorado.

### Nationals de Washington
Le 13 juillet 2005, après avoir joué la moitié de l'année au Colorado, Wilson passe des Rockies aux Nationals de Washington dans l'échange qui envoie chez ces derniers le lanceur droitier Zach Day et le joueur de champ extérieur J. J. Davis. La transaction est conclue durant la pause du match des étoiles, les Nationals voulant dynamiser en seconde moitié de calendrier une offensive jusque-là parmi les pires de la ligue. Wilson frappe 10 circuits et produit 43 points en 68 matchs pour Washington après son arrivée mais l'équipe est déçue de son jeu défensif de plus en plus hasardeux au champ centre ; les Nationals veulent confier davantage ce poste à Brad Wilkerson, plus doué au centre, mais Wilson est réfractaire à une mutation au champ gauche.

### Astros de Houston
Devenu agent libre après la saison 2005, Wilson tourne le dos aux Nationals et signe une entente de 4 millions de dollars pour une saison chez les Astros de Houston. Il ne frappe que 9 circuits en 102 rencontres pour les Astros, qui le libèrent de son contrat le 12 août 2006 ; Wilson est alors récupéré par les Cardinals de Saint-Louis le 18 août.

### Cardinals de Saint-Louis
Le passage aux Cardinals donne à Preston Wilson l'occasion de jouer pour la première fois en séries éliminatoires. Il est limité à 7 coups sûrs en 13 matchs mais est membre de l'équipe des Cardinals championne de la Série mondiale 2006. Dans le 5e match de la Série de championnat de la Ligue nationale entre les Cardinals et les Mets de New York, Wilson cogne un double contre le lanceur étoile Tom Glavine, brisant en 5e manche une égalité de 2-2 dans un match gagné 4-2 par Saint-Louis. Il ajoute le second de ses deux points produits en éliminatoires lors du 4e match de la Série mondiale contre Détroit, alors qu'il réussit un simple en 7e manche contre le lanceur Fernando Rodney, faisant marquer le point qui donne temporairement une avance de 4-3 aux Cardinals, ces derniers remportant finalement la rencontre 5-4.
Il joue son dernier match dans le baseball majeur avec Saint-Louis le 7 mai 2007. Blessé au genou droit, il apprend en juin que l'intervention chirurgicale nécessaire pour soigner la blessure lui fera rater le reste de la saison de baseball. Il ne retrouve pas le chemin des grandes ligues à l'expiration de son contrat avec les Cardinals. En 2009, il dispute 48 matchs pour les Ducks de Long Island, un club de baseball indépendant et, s'il semble alors intéressé à tenter un retour dans les majeures, cela ne se concrétise pas et c'est la dernière fois qu'il joue professionnellement.
En 1 108 matchs joués en 10 saisons dans le baseball majeur, Preston Wilson a réussi 1 055 coups sûrs dont 221 doubles, 16 triples et 189 circuits. Il compte 668 points produits, 573 points marqués et 124 buts volés. Sa moyenne au bâton en carrière se chiffre à ,264.

## Carrière dans les médias
Après sa retraite de joueur, Preston Wilson est commentateur sportif à Fox Sports Florida pour les Marlins de Miami.